# Informe Novosibirsk
El informe de Novosibirsk, que muchos estudiosos consideran uno de los primeros signos de la perestroika, fue el nombre dado en Occidente a un documento clasificado ("sólo para uso interno") preparado bajo la dirección de Tatiana Zaslávskaya, del Instituto de Economía de Novosibirsk, que abordó la crisis en la agricultura de la Unión Soviética. Fue el tema de una conferencia cerrada en Novosibirsk en abril de 1983 y se filtró al The Washington Post, que la publicó en agosto.
Aunque se expresó en términos de la teoría marxista, este documento, un esbozo de un proyecto de investigación propuesto para estudiar los mecanismos sociales del desarrollo económico como se ejemplifica en la agricultura de Siberia, fue muy crítico con las condiciones actuales.
La conferencia fue organizada por el Departamento de Sociología del Instituto de Economía e Ingeniería Industrial de la Academia de Ciencias de Rusia para discutir el informe elaborado bajo la dirección de Zaslávskaya que consideraba el retraso de las "relaciones de producción" (производственные отношения) con respecto a las "fuerzas de producción" (производительные силы) en el país.
Mijaíl Gorbachov habló de este informe en los escalafones más altos del Partido Comunista Soviético y se cree que este informe fue la base de las críticas de Gorbachov a los "métodos administrativos" en la gestión económica en el XXVII Congreso del Partido, que inició la perestroika.